# Zikimi csata
A zikimi csata (vagy zikimi csaták) ( héberül: קרב זיקים ; arabul: معركة زيكيم) 2023. október 7-én kezdődött, amikor a Hamász nagyszabású terrortámadás sorozatot indított Dél-Izrael ellen. A csata az izraeli Zikim területén folyt, amely magában foglal egy kibucot és a Bahad 4 katonai bázist.

## A támadás kezdete
Október 7-én délelőtt, 04:40-kor a Hamasz több hajót küldött Gázából, hogy eljussanak Zikim strandjaira. Két gumicsónakot és két másik csónakot megsemmisített az asdodi haditengerészeti támaszpont 916. járőrszázada, ám a többi egység Zikim partjainál landolt. A Bahad 4-től körülbelül 1,5 km-re délre lévő határkerítésnél is áttörtek a Hamász egységei.
A Hamász katonái megrohamozták Bahad 4-et, az Izraeli Védelmi Erők (IDF) bázisát, ahol a hadsereg újoncai számára szoktak az alapkiképzést tartani. A kiképzőbázison tartózkodó katonák többsége csak négy hete volt a hadseregben. A bázison lévő veterán katonák harcoltak a fegyveresekkel, míg a kevésbé tapasztalt újoncok fedezékbe bújtak az intenzív összecsapások alatt. 07:00-kor az izraeli hadsereg közleményt adott ki arról, hogy a Bahad 4 elesett. A Hamász fegyveresei a kibuc felé indultak, de fegyveres civilek, közülük néhány szolgálaton kívüli tiszt, végül legyőzték őket. Az összecsapások a kibucban október 7-e után is folytatódtak.
Az október 7-i Zikim-parton lezajlott harcok azért is nevezetesek, mert itt vetették be először az Eitan AFV-t élesben. A járművet eredetileg 2024-ben helyezték volna üzembe. Az Eitant üzemeltető Náhál Brigádok csapata 120 km/h sebességet ért el a 6-os főúton, ami lehetővé tette, hogy ez legyen az első izraeli egység, amely a csata helyszínére érkezett, és több fegyverest megölt a tengerparton, mielőtt más egységek támogatására indult volna. A jármű Zikim-parton történt sikeres használata arra indította Tamir Yada'it, az IDF szárazföldi erők parancsnokságának vezetőjét, hogy integrálja az Eitánt a Gázai övezet inváziójának terveibe.

## Későbbi összecsapások
Október 8-án reggel a 916. járőrszázad összecsapott 5 Hamász fegyveressel Zikim tengerparján és megölte őket.
Október 10-én a Hamász rakétatámadást intézett Askelon városa ellen, miután 90 perccel azelőtt "figyelmeztette a civileket" a támadásra, és összecsapott az izraeli erőkkel az Ashkelon Industrial Park/Trans-Izrael csővezeték csomópontjánál. Ugyanezen a napon az izraeli hadsereg hivatalos héber nyelvű Twitter csatornáján azt állította, hogy a 17. zászlóalj csapatai összecsaptak a Hamász fegyvereseivel a Zikim tengerpartján és környékén, és négy terroristát megöltek. Az incidenst az Al Jazeera English a Bahad 4- től körülbelül egy kilométerre délnyugatra helyezte el. Október 11-én az IDF azt állította, hogy megölte a Hamász nyolc fegyveresét Zikimben.
Október 13-án egy feltételezett biztonsági incidens miatt Zikim lakosai az otthonaikba kényszerültek, de utána a hadsereg kiadta a "minden tiszta" jelzést és Zikim lakói elhagyhatták az otthonaikat. Az Israel National News később arról számolt be, hogy az Izraeli hadsereg megölt egy fegyverest a tengerparton.
Október 16-án az Institute for the Study of War által idézett jelentések azt jelezték, hogy két fegyveres Gázából beszivárgott a Zikimtől nyugatra fekvő partra, majd az Izraeli hadsereg egyik helikoptere végzett velük.
Az izraeli hatóságok beszivárgási figyelmeztetést adtak ki Zikimre október 24-én, miután az izraeli hadsereg harcba szállt egy csoport fegyveressel, akik a tengeren keresztül próbáltak bejutni Izraelbe. Az izraeli hadsereg megjegyezte, hogy továbbra is ellenőrzi a környéket és keresi azokat a terroristákat, akik elbújtak a kezdeti összecsapások után.

## Lásd még
- Kfar Aza-i mészárlás
- 2023-as Izrael-Hamász háború
- Palesztin Terrorizmus
- Be'eri Mészárlás
- Szderóti csata
- Náhál Oz-i mészárlás

## Fordítás
Ez a szócikk részben vagy egészben  a   Battle of Zikim című angol Wikipédia-szócikk ezen változatának fordításán alapul.  Az eredeti cikk szerkesztőit annak laptörténete sorolja fel. Ez a jelzés csupán a megfogalmazás eredetét és a szerzői jogokat jelzi, nem szolgál a cikkben szereplő információk forrásmegjelöléseként.